# Carvin
Carvin est une commune française située dans le département du Pas-de-Calais en région Hauts-de-France. Ses habitants sont appelés les Carvinois. La commne est membre de la communauté d'agglomération Hénin-Carvin et du schéma de cohérence territoriale (SCOT) de Lens-Liévin et d'Hénin-Carvin.
La commune de Carvin, située dans l'est du département du Pas-de-Calais et limitrophe du département du Nord, à 7 km au nord-est de la commune de Lens, est une commune du bassin minier du Nord-Pas-de-Calais. C’est une commune de type centre urbain intermédiaire, appartenant à l’unité urbaine de Douai-Lens, avec une population de 17 966 habitants au dernier recensement de 2022, elle a connu un pic de population en 1946 avec 20 294 habitants.
Depuis 2012, la valeur universelle et historique du bassin minier du Nord-Pas-de-Calais est reconnue et inscrite sur la liste du patrimoine mondial de l’UNESCO, parmi les 353 sites du bassin minier, deux sites inscrits se trouvent dans la commune. 
Sur le territoire communal se trouve deux monuments qui figurent aux monuments historiques : l'église Saint-Martin et sa tour (classée) et l'hôtel de ville (inscrit).
Après la Première Guerre mondiale, la commune est décorée de la croix de guerre 1914-1918.

## Géographie

### Localisation
Localisée à l'est du département du Pas-de-Calais et limitrophe du département du Nord, Carvin est située, à vol d'oiseau, à 11 kilomètres au nord-est de Lens (chef-lieu d'arrondissement), à 16 kilomètres de Douai, à 16,5 kilomètres de Lille (aire d'attraction) et à 26 kilomètres d'Arras.
Carvin est souvent incluse dans la plaine du Carembault, un des cinq quartiers de la châtellenie de Lille,, et appartient à l'Artois. Carvin fait partie du bassin minier du Nord-Pas-de-Calais.
Le territoire de la commune est limitrophe de ceux de onze communes, dont quatre, Annœullin, Camphin-en-Carembault, Carnin et Provin, situées dans le département du Nord.
Les communes limitrophes sont Camphin-en-Carembault, Harnes, Courrières, Meurchin, Oignies, Libercourt, Annœullin, Carnin, Provin, Annay et Estevelles.

### Géologie et relief
La superficie de la commune est de 21,03 km2 ; l'altitude varie entre 17  à   42 m.
Le sol de Carvin est composé d'argile, de sable, de craie à 5 m de profondeur.
Carvin est dans une zone marécageuse.
Au XIXe siècle, la richesse de son sol en houille en a fait une ville de l'ouest du bassin minier du Nord-Pas-de-Calais.

### Hydrographie
Le territoire de la commune est situé dans le bassin Artois-Picardie.
La commune est limitrophe, au sud, du canal navigable de la Deûle, d'une longueur de 58,75 km, qui prend sa source dans la commune de Douai et se jette dans la Lys au niveau de la commune de Deûlémont.

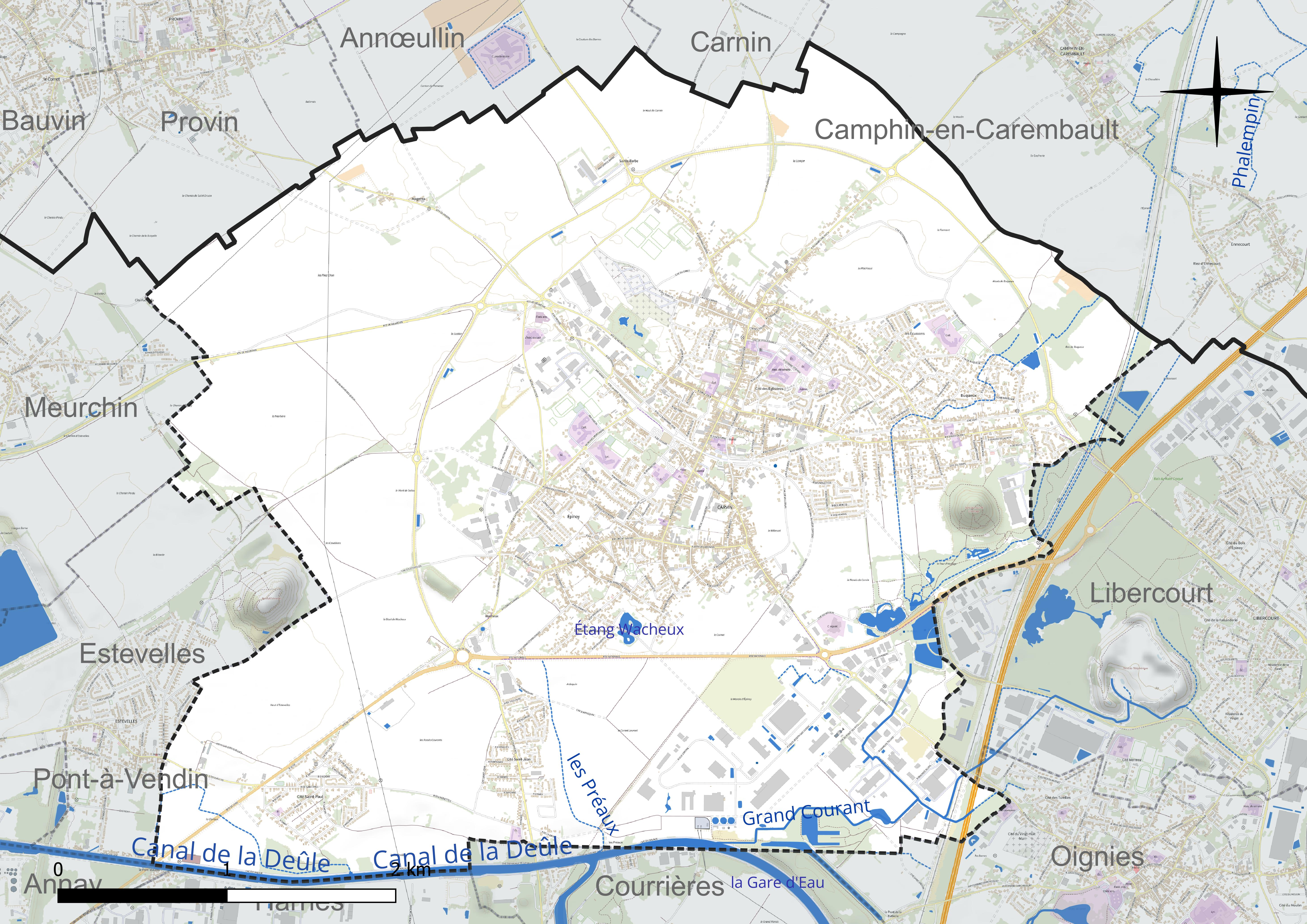
Réseau hydrographique de Carvin.

Deux petits cours d'eau traversent également la commune :
- le Grand Courant, canal non navigable de 3,89 km, qui prend sa source dans la commune de Libercourt et se jette dans le canal de la Deûle au niveau de la commune de Carvin[11] ;
- les Préaux, cours d'eau de 1,28 km, qui prend sa source dans la commune et se jette dans le canal de la Deûle au niveau de la commune de Courrières[12].

### Climat
Pour des articles plus généraux, voir Climat des Hauts-de-France et Climat du Pas-de-Calais.
En 2010, le climat de la commune est de type climat océanique dégradé des plaines du Centre et du Nord, selon une étude du CNRS s'appuyant sur une série de données couvrant la période 1971-2000. En 2020, Météo-France publie une typologie des climats de la France métropolitaine dans laquelle la commune est exposée à un climat océanique et est dans la région climatique Nord-est du bassin Parisien, caractérisée par un ensoleillement médiocre, une pluviométrie moyenne régulièrement répartie au cours de l’année et un hiver froid (3 °C).
Pour la période 1971-2000, la température annuelle moyenne est de 10,5 °C, avec une amplitude thermique annuelle de 14,3 °C. Le cumul annuel moyen de précipitations est de 697 mm, avec 11,7 jours de précipitations en janvier et 9 jours en juillet. Pour la période 1991-2020, la température moyenne annuelle observée sur la station météorologique la plus proche, située sur la commune de Cappelle-en-Pévèle à 15 km à vol d'oiseau, est de 11,1 °C et le cumul annuel moyen de précipitations est de 736,6 mm,. Pour l'avenir, les paramètres climatiques de la commune estimés pour 2050 selon différents scénarios d'émission de gaz à effet de serre sont consultables sur un site dédié publié par Météo-France en novembre 2022.

### Milieux naturels et biodiversité
Eden 62, syndicat mixte s'occupant de la protection des sites naturels du Pas-de-Calais, répertorie deux sites naturels sur la commune dont le département est propriétaire : la Tour d'Horloge et la Gare d'eau. Le premier est un bois, le second un étang, la faune et la flore ne sont pas identiques. Il y a 177 espèces de flore au site de la Gare d'eau parmi lesquels le séneçon qui était déjà cité en 1857.

#### Zone naturelle d'intérêt écologique, faunistique et floristique
L’inventaire des zones naturelles d'intérêt écologique, faunistique et floristique (ZNIEFF) a pour objectif de réaliser une couverture des zones les plus intéressantes sur le plan écologique, essentiellement dans la perspective d’améliorer la connaissance du patrimoine naturel national et de fournir aux différents décideurs un outil d’aide à la prise en compte de l’environnement dans l’aménagement du territoire.
Le territoire communal comprend une ZNIEFF de type 1 : l'étang et le bois de l'Epinoy Cette ZNIEFF, qui se situe au cœur de la région minière, dans un secteur urbanisé et traversé de nombreux axes routiers possède une grande diversité de biotopes.

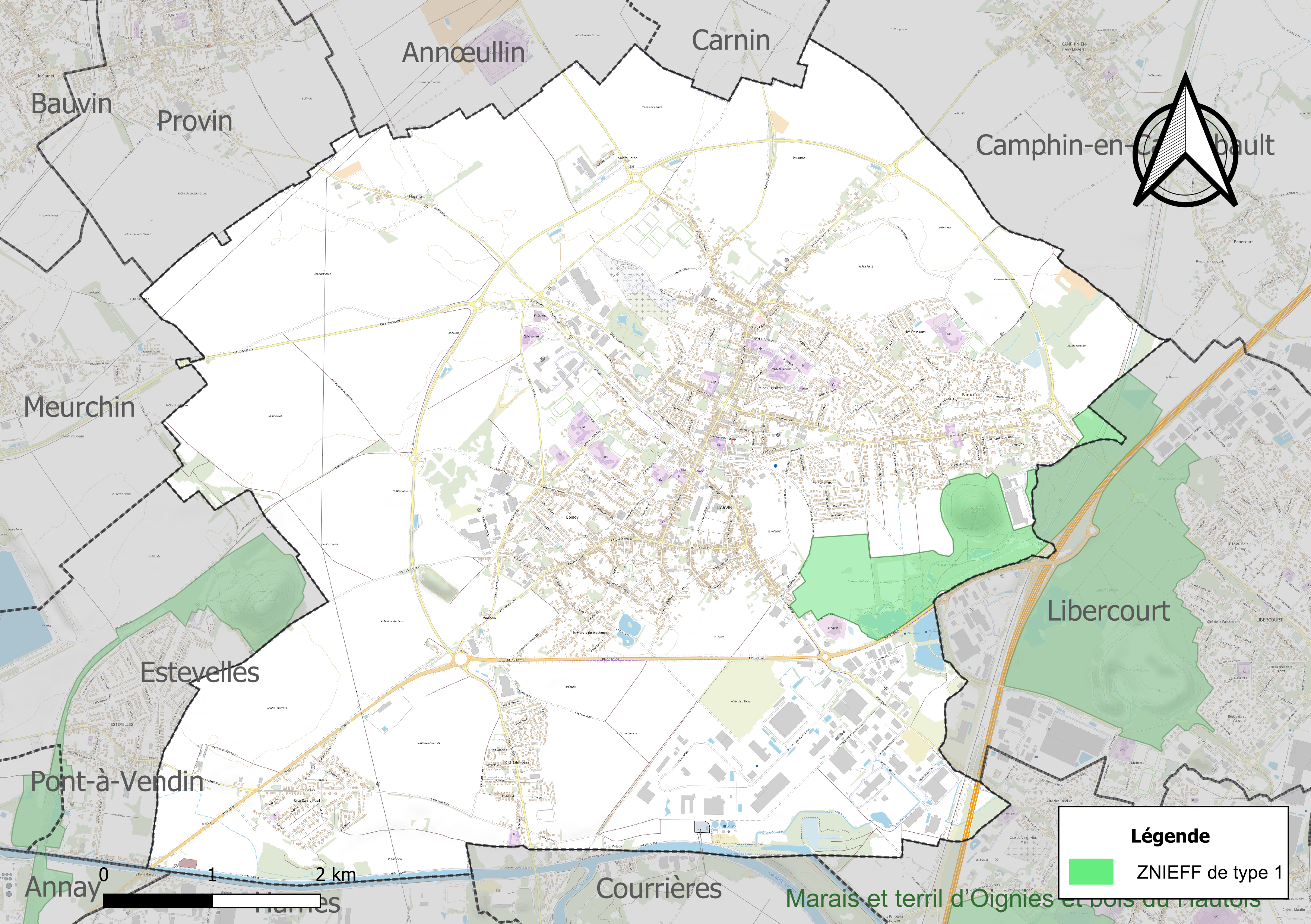
Carte de la ZNIEFF sur la commune.

## Urbanisme

### Typologie
Au 1er janvier 2024, Carvin est catégorisée centre urbain intermédiaire, selon la nouvelle grille communale de densité à sept niveaux définie par l'Insee en 2022.
Elle appartient à l'unité urbaine de Douai-Lens, une agglomération inter-départementale regroupant 67  communes, dont elle est une commune de la banlieue,,. Par ailleurs la commune fait partie de l'aire d'attraction de Lille (partie française), dont elle est une commune de la couronne,. Cette aire, qui regroupe 201 communes, est catégorisée dans les aires de 700 000 habitants ou plus (hors Paris),.

### Occupation des sols
L'occupation des sols de la commune, telle qu'elle ressort de la base de données européenne d’occupation biophysique des sols Corine Land Cover (CLC), est marquée par l'importance des territoires agricoles (60,3 % en 2018), en diminution par rapport à 1990 (69,7 %). La répartition détaillée en 2018 est la suivante : 
terres arables (60,3 %), zones urbanisées (26,9 %), zones industrielles ou commerciales et réseaux de communication (10 %), forêts (2,8 %). L'évolution de l’occupation des sols de la commune et de ses infrastructures peut être observée sur les différentes représentations cartographiques du territoire : la carte de Cassini (XVIIIe siècle), la carte d'état-major (1820-1866) et les cartes ou photos aériennes de l'IGN pour la période actuelle (1950 à aujourd'hui).

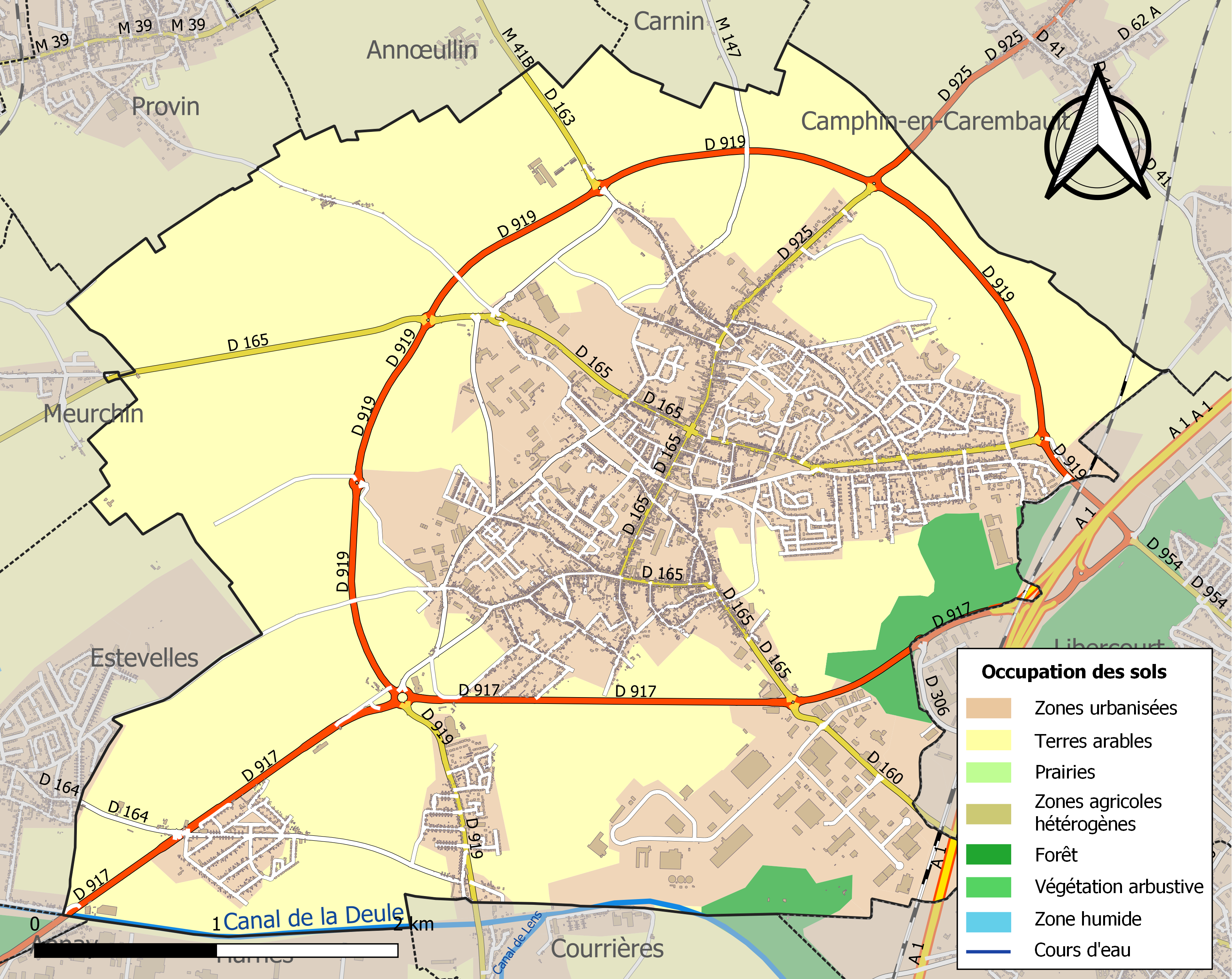
Carte des infrastructures et de l'occupation des sols de la commune en 2018 (CLC).

### Morphologie urbaine
Le site, sur les bords de la Deûle, est à l'origine un vaste marécage dont l'assèchement progressif permettra une riche exploitation agricole. Le seul relief notable est une butte sur laquelle sera bâti le château d'Épinoy, au sud-est de l'actuelle commune. Cette butte est aujourd'hui indécelable. En revanche, des reliefs artificiels sont apparus aux XIXe siècle et XXe siècle avec les terrils de la Compagnie des mines de Carvin, dont le plus élevé est celui de la fosse n°4.
Le territoire de la commune est étendu, mais densément urbanisé uniquement en son centre avec une excroissance à l'est. L'histoire de l'urbanisation est celle de la jonction des deux pôles (Carvin au nord, Épinoy au sud), puis de l'apparition d'un troisième à l'est (appelé par extension « Fosse 4 ») avec l'exploitation minière. Les caractéristiques d'une urbanisation plus lâche, le long des axes de sortie de la ville (notamment vers le nord) ne sont apparues qu'à la fin du XXe siècle.

### Lieux-dits, hameaux et écarts
Sur le territoire communal, se trouvent :
- les hameaux de : Brulart, Bucqueux, Magenta, Pont-Maudit et Sainte-Barbe.
- le lieu-dit la Chapelette, Château-Courouble et le Vieux-Château.
- l'écart la ferme Brulart, la Pène, le Ronchois et Wacheux[29].

### Logement
En 2021, le nombre total de logements dans la commune était de 8 002, alors qu'il était de 7 405 en 2015 et de 7 177 en 2010. 
Parmi ces logements, 92,6 % étaient des résidences principales, 0,2 % des résidences secondaires et 7,2 % des logements vacants. Ces logements étaient pour 80,5 % d'entre eux des maisons individuelles et pour 19,3 % des appartements. 
Le tableau ci-dessous présente la typologie des logements à Carvin en 2021 en comparaison avec celle du Pas-de-Calais et de la France entière. Une caractéristique marquante du parc de logements est ainsi la faible proportion des résidences secondaires et logements occasionnels (0,2 %) par rapport au département (6,5 %) et à la France entière (9,7 %). 
| Typologie                                               | Carvin | Pas-de-Calais | France entière |
| ------------------------------------------------------- | ------ | ------------- | -------------- |
| Résidences principales (en %)                           | 92,6   | 86,1          | 82,2           |
| Résidences secondaires et logements occasionnels (en %) | 0,2    | 6,5           | 9,7            |
| Logements vacants (en %)                                | 7,2    | 7,3           | 8,1            |

### Voies de communication et transports

#### Voies de communication

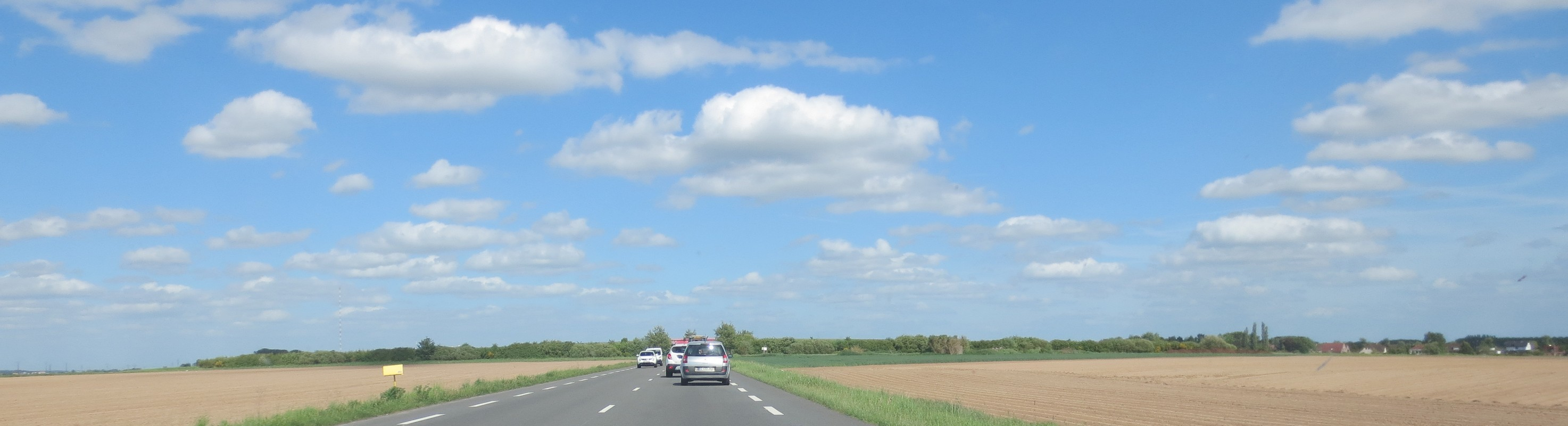
Une des voies d'accès à Carvin

S'étant de tous temps trouvée sur la route des invasions, la ville a été traversée à partir du XXe siècle par un intense trafic routier, celui de Lille à Arras et à Paris, qui provoqua une certaine forme de congestion dans les années 1940 et 1950. Le problème fut résolu par la construction de l'autoroute du Nord, nommée autoroute A1 (Paris-Lille), dont la construction du premier tronçon, reliant Lille à Carvin, commence en septembre 1950 et fut mise en service en 1954. Carvin est accessible par la sortie 18 de l'autoroute A1.
Carvin est également desservi par l'ancienne route nationale 319 (RN319), devenue route départementale 919 (RD919), reliant la commune à celle d'Hénin-Beaumont vers le sud et par l'ancienne RN 25, devenue RD 917 dans le Pas-de-Calais et RD 925 dans le Nord, reliant Lens à Lille du sud-ouest au nord-ouest.

#### Transport ferroviaire
Depuis la fermeture de la gare de Carvin, la commune n'est plus desservie par les transports en commun ferré. Les gares les plus proches se situent à Libercourt et à Bauvin - Provin et sont desservies par les TER Hauts-de-France.
La commune était située sur la ligne d'Hénin-Beaumont à Bauvin - Provin, une ancienne ligne de chemin de fer qui reliait, de 1879 à 1970, Hénin-Beaumont (Pas-de-Calais) à Bauvin (Nord).

#### Transport aérien
L’aéroport de Lille-Lesquin se situe à une vingtaine de kilomètres au nord-est.

#### Transports en commun
Carvin est desservie par le réseau du syndicat mixte des transports Artois-Gohelle Tadao, dont l’un des pôles de correspondance se trouve place Jean-Jaurès.

## Toponymie
Le nom de la localité est attesté sous les formes Caruin (1120) ; Charuin (XIIIe siècle) ; Carvin (1306) ; Carvent (1314) ; Carvend (1420) ; Carvens (1441) ; Carvins-en-Carembaut (1507) ; Carvins-lez-Epinois (XVIIe siècle), Carvin (1793) et Carvin-Espinoy et Carvin depuis 1801.
Selon Hippolyte-Romain-Joseph Duthillœul, l'étymologie de Carvin proviendrait de « Car », signifiant charriot et de « Win », rappelant le vinage, le droit seigneurial sur les vins. Le nom aurait ainsi des origines gauloises.
Une autre hypothèse, défendue par l'historien local Henri Couvreur, est que Carvin, qui s'orthographiait Carvent en 1314, est un nom d'origine celte qui signifierait « place de marché » ou issu de Caer-Vent, « ville de marchés » (mot d'origine germanique).

## Histoire

### Néolithique
D'importantes fouilles ont révélé en 2008 l'ancienneté du peuplement local qui remonte au néolithique.

### Ancien régime
Au XVIIIe siècle, contre l'avis des habitants, les princes d'Epinoy entreprirent une urbanisation à marche forcée des quartiers nord ainsi que de l'espace situé en rase campagne entre Epinoy et le bourg, qui vit ainsi la création de la grand-place actuelle. Les États d'Artois créant une nouvelle chaussée qui, reliant Arras à Lille, réunit les différents hameaux en pleine prospérité. En vue des États généraux de 1789, la paroisse de Carvin-Epinoy rédigea des cahiers de doléances. Puis l’administration révolutionnaire fit de ce chef-lieu d'ancien régime le chef-lieu d'un canton, regroupant alors dix communes, au sein de l'arrondissement de Béthune. Au plus fort des guerres révolutionnaires qui agitèrent la frontière nord de la France, la tour de l'église fut surmontée d'une cabine de relais du premier télégraphe optique mis au point par les frères Chappe pour la ligne Lille-Paris.

### XIXesiècle
Sur le territoire de la commune (dans ses limites actuelles, en excluant Libercourt), le charbon sera remonté depuis les fosses n° 1 (Sainte-Barbe), n° 2 (ultérieurement fosse n° 12), n° 3 (Saint-Louis) et n° 4 (Boudenoot, ultérieurement fosse n° 14) des mines de Carvin et la fosse no 4 des mines d'Ostricourt.

### Première Guerre mondiale
La mémoire locale récente est riche d'une culture de guerre propre aux civils des régions envahies. Pendant la Première Guerre mondiale, d'octobre 1914 à octobre 1918, Carvin se trouve en région occupée. Située à l'arrière du front d'Artois, c'est une ville de garnison et de soutien à l'effort de guerre allemand où cohabitent civils et militaires,. Les corps d'un peu plus de six mille soldats reposent dans un des plus grands cimetières allemands du Nord-Pas-de-Calais. 
La commune est décorée de la croix de guerre 1914-1918 le 25 septembre 1920, en reconnaissance de toutes les souffrances endurées, distinction également attribuée à 276 autres communes du Pas-de-Calais.

### Immigration polonaise
La ville, où la majorité des mineurs sont acquis depuis les années 1920 au Parti communiste, a accueilli, comme de nombreux autres du bassin minier régional, des mineurs et leurs familles venus dans le cadre de l'immigration polonaise dans le Nord de la France dans les années 1920.

### Seconde Guerre mondiale
En mai 1940, lors de l'invasion du Nord de la France, tout le secteur dont Carvin constitue la ville-centre est le théâtre d'une importante bataille de retardement qui permet au gros des troupes françaises et anglaises encerclées de gagner la poche de Dunkerque. Dès que les alliés se furent dérobés, les troupes de la Wehrmacht se livrèrent à des représailles féroces sur les populations des cités minières de la fosse 4, tout comme dans les villes voisines de Courrières et Oignies. À la suite de la grève patriotique des cent mille mineurs du Nord-Pas-de-Calais en mai-juin 1941 qui se répandit dans tout le bassin minier du Nord-Pas-de-Calais, de nombreux mineurs communistes pour la plupart furent arrêtés et fournirent un contingent important d'otages exécutés à Arras.
Non loin, c'est à la fosse 7 de la Compagnie des mines de Dourges que la grève patriotique des cent mille mineurs du Nord-Pas-de-Calais en mai-juin 1941 a démarré, avec Émilienne Mopty et Michel Brulé (1912-1942), privant les Allemands de 93 000 tonnes de charbon pendant près de deux semaines.
C'est l'un des premiers actes de résistance collective à l'occupation nazie en France et le plus important en nombre, qui se solda par 414 arrestations en trois vagues, la déportation de 270 personnes, 130 mineurs étant par ailleurs fusillés à la citadelle d'Arras.
Carvin est libérée le 2 septembre 1944. En 1946, à la nationalisation, les fosses et installations minières carvinoises sont regroupées au sein du groupe d'Oignies.
Après-guerre, la commune est aussi au centre de trois événements nationaux, la bataille de la production (1945-1947), suivie des grève des mineurs de 1947 et celles de 1948.

### Séparation de Libercourt
En 1947, Carvin perd près d'un tiers de son territoire avec la séparation de la commune de Libercourt (y compris le hameau de Garguetelle), qui avait réclamé son indépendance.
L'exploitation charbonnière et le développement du chemin de fer ont modifié la géographie de la commune, faisant naître notamment le quartier des cités de la fosse 4, dans l'Est de la ville, en démarquant aussi un peu plus le hameau de Libercourt. La gare de Libercourt se retrouva placée sur la ligne du chemin de fer du Nord qui relie Lens à Lille, tandis que la ville de Carvin, dotée elle aussi d'une gare en centre-ville, se trouvait sur le barreau ferroviaire reliant Hénin-Liétard à Don, avec ramification vers les gares d'eau des mines d'Ostricourt et de Meurchin. Ce barreau servit jusqu'en 1950 au transport de voyageurs, puis jusque dans les années 1990 à l'industrie. Son exploitation s'étant arrêtée, ces voies n'existent plus.

### Fin duXXesiècle
La ville a perdu la majeure partie de son industrie dans les années 1970 à 1990 : les mines, dont l'exploitation s'arrête en 1975, et les constructions mécaniques (CMC, groupe Poclain). La circulation ferroviaire s'est également arrêtée, les voies ferrées étant démantelées dans les années 1990. C'est aujourd'hui une commune de services et résidentielle, proche de la capitale régionale, Lille.

## Politique et administration

### Découpage territorial
Carvin est située dans le département du Pas-de-Calais, en région Nord-Pas-de-Calais. Appartenant à l'arrondissement de Béthune puis à celui de Lens dès sa création en 1962.

#### Commune et intercommunalités
La commune fait partie de la communauté d'agglomération Hénin-Carvin, qui regroupe quatorze communes, et du schéma de cohérence territoriale de Lens-Liévin / Hénin-Carvin.

#### Circonscriptions administratives
La commune est le chef-lieu du canton de Carvin, regroupant la commune et celle de Libercourt,.

#### Circonscriptions électorales
Depuis de la Cinquième République, la commune est toujours restée dans la onzième circonscription du Pas-de-Calais, même si le découpage de cette circonscription a évolué.

### Élections municipales et communautaires
Sous la IIIe République, les électeurs de Carvin optent pour le républicanisme. Par la suite, avec la montée du mouvement ouvrier mineur, les élections locales conduiront les radicaux et les socialistes aux commandes de la ville, tandis qu'au niveau des élections législatives Carvin devient un fief socialiste. Dans l'entre deux guerres, dans les années 1930, l'influence grandissante des communistes conduit à l'élection de Cyprien Quinet, premier député communiste du Pas-de-Calais. Sous la IV et la Ve République, Carvin reste une ville de gauche dans une région ancrée à gauche dirigée alternativement par des maires socialistes et communistes.
Ces dernières années comme dans tout l'ex-bassin minier, le Front national se met à recueillir des suffrages de plus en plus nombreux aux élections politiques, Marine Le Pen, arrivant en tête au premier tour des législatives de 2012, seconde aux élections régionales de 2010, troisième aux élections européennes de 2009. Aux élections cantonales de 2011, le candidat du FN termine second, derrière le groupe socialiste.

#### Administration municipale
Le nombre d'habitants à Carvin étant supérieur à 9 999 et inférieur à 20 000, le nombre de conseillers municipaux est de 33.

##### Élections municipales 2020
- Maire sortant : Philippe Kemel (PS)
- 33 sièges à pourvoir au conseil municipal (population légale 2017 : 17 124 habitants)
- 8 sièges à pourvoir au conseil communautaire (CA Hénin-Carvin)

|                          |                          |                          |              |              |        |        |  |  |  |
| Tête de liste            | Tête de liste            | Liste                    | Premier tour | Premier tour | Sièges | Sièges |  |  |  |
| Tête de liste            | Tête de liste            | Liste                    | Voix         | %            | CM     | CC     |  |  |  |
|                          | Philippe Kemel           | PS - PCF - PRG           | 2 641        | 53,90        | 26     | 7      |  |  |  |
|                          | Arnaud de Rigné          | RN                       | 1 427        | 29,12        | 5      | 1      |  |  |  |
|                          | Jean Bruno Mézère        | EELV                     | 501          | 10,22        | 1      | 0      |  |  |  |
|                          | Bachir Bouachra          | DVG                      | 330          | 6,73         | 1      | 0      |  |  |  |
|                          |                          |                          |              |              |        |        |  |  |  |
| Votes valides            | Votes valides            | Votes valides            | 4 899        | 99,04        |        |        |  |  |  |
| Votes blancs             | Votes blancs             | Votes blancs             | 48           | 0,38         |        |        |  |  |  |
| Votes nuls               | Votes nuls               | Votes nuls               | 74           | 0,58         |        |        |  |  |  |
| Total                    | Total                    | Total                    | 5 021        | 100          | 33     | 8      |  |  |  |
| Abstention               | Abstention               | Abstention               | 7 696        | 60,52        |        |        |  |  |  |
| Inscrits / participation | Inscrits / participation | Inscrits / participation | 12 717       | 39,48        |        |        |  |  |  |

##### Liste des maires
Depuis la Libération, six maires se sont succédé à Carvin.
| Période      | Période                      | Identité                 | Étiquette    | Qualité |
| ------------ | ---------------------------- | ------------------------ | ------------ | --- |
| 1945         | janvier 1946                 | Albert Havez (1891-1946) | PCF          | Ouvrier mineur et syndicaliste Décédé en fonction |
| 1946         | octobre 1947                 | Alfred Henri             |              | |
| octobre 1947 | mars 1977                    | Alfred Peugnet           | SFIO puis PS | Professeur de CES Député du Pas-de-Calais (14e circ.) (1968 → 1973) Suppléant du député Fernand Darchicourt (1967 → 1968) Vice-président du District urbain de l'agglomération d'Hénin-Carvin                                                                                           |
| mars 1977    | janvier 1985                 | Joseph Legrand           | PCF          | Ouvrier mineur Député du Pas-de-Calais (14e circ.) (1973 → 1986) Conseiller général de Carvin (1973 → 1979) Démissionnaire |
| janvier 1985 | mars 2001                    | Odette Dauchet           | PCF          | Cheffe de service à la Sécurité sociale minière Conseillère générale de Carvin (1979 → 2004) Vice-présidente du conseil général |
| mars 2001    | En cours (au 5 février 2022) | Philippe Kemel           | PS           | Professeur d'université Député du Pas-de-Calais (11e circ.) (2012 → 2017) Conseiller régional du Nord-Pas-de-Calais (2000 → 2015) Vice-président du conseil régional (2004 → 2012) Vice-président de la CA Hénin-Carvin Réélu pour le mandat 2014-2020, Réélu pour le mandat 2020-2026, |

### Jumelages
La commune est jumelée avec :
| Ville | Ville   | Pays | Pays    | Période     |
| ----- | ------- | ---- | ------- | ----------- |
|       | Carvico |      | Italie  | depuis 1992 |
|       | Kłodzko |      | Pologne | depuis 1980 |

## Équipements et services publics

### Eau et déchets
Du fait de son appartenance à la communauté d'agglomération Hénin-Carvin, la commune de Carvin pratique le tri des déchets. Elle dispose également d'une déchèterie sur sa propre commune.

### Espaces publics
La commune est labellisée « 2 fleurs » au concours des villes et villages fleuris.
Depuis 2007, la commune de Carvin est récompensée par le label « Ville Internet @@ ».

### Enseignement
Carvin appartient à l'académie de Lille. En 2025, quatorze établissements sont recensés sur la commune. 

### Santé
Carvin est doté d’un centre hospitalier de 150 lits, spécialisé en gériatrie et alcoologie et d'un collège national d'audioprothèse.

### Justice, sécurité, secours et défense

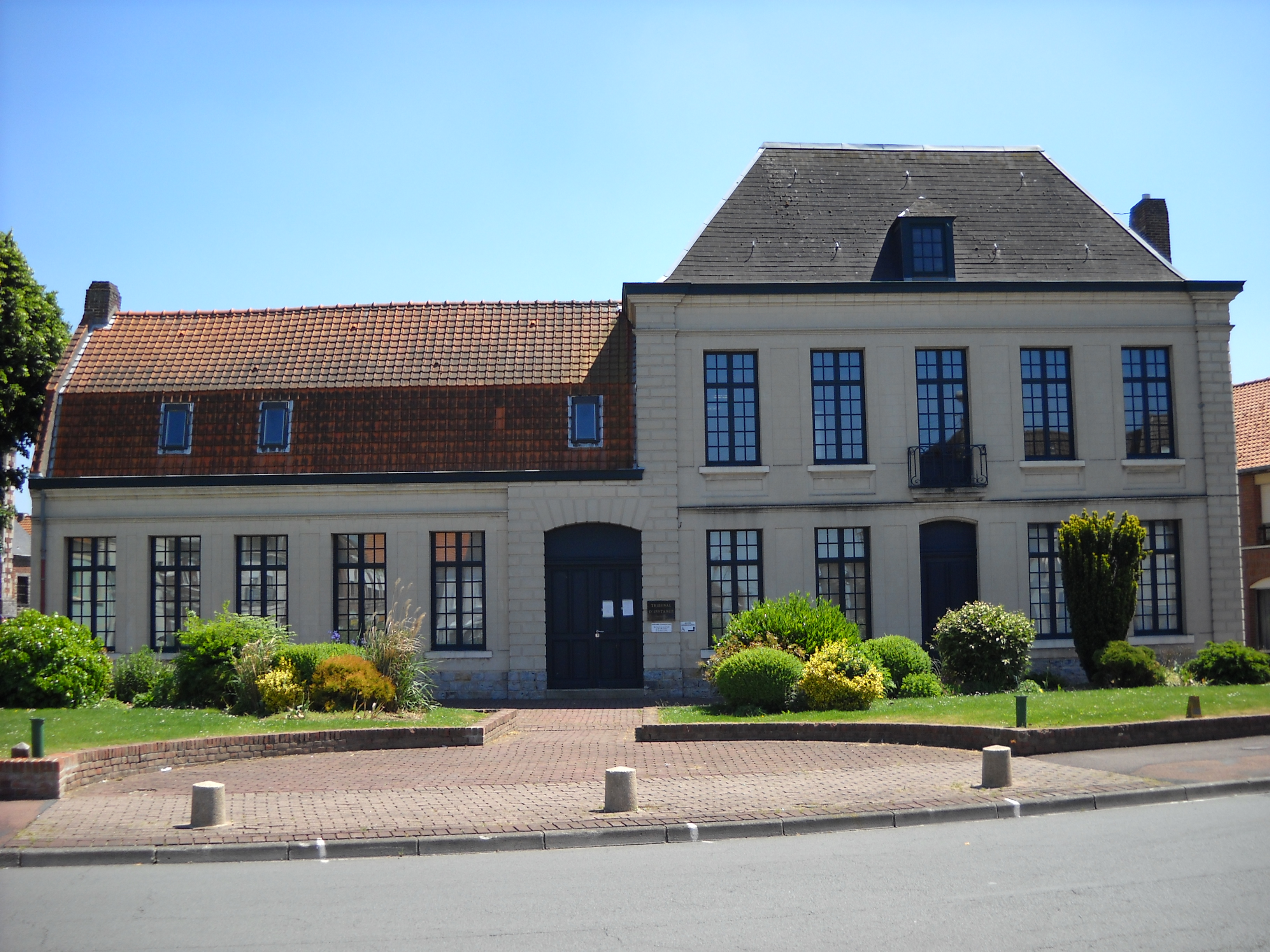
Le tribunal d'instance de Carvin.

Le tribunal d'instance, situé à côté de l'église Saint-Martin, est une survivance de la justice qu'opéraient les échevins en Épinoy. Installé dans un bâtiment du XVIIe siècle, il est compétent sur l'ensemble de la communauté d'agglomération Hénin-Carvin. Le tribunal de Carvin relevait de la cour d'appel de Douai. Le 12 octobre 2007, la garde des Sceaux Rachida Dati a annoncé sa suppression dans le cadre de la réforme de la carte judiciaire. La fermeture eut lieu le 31 décembre 2009.
Carvin relève du tribunal d'instance de Lens, du tribunal de grande instance de Béthune, de la cour d'appel de Douai, du tribunal pour enfants de Béthune, du conseil de prud'hommes de Lens, du tribunal de commerce d'Arras, du tribunal administratif de Lille et de la cour administrative d'appel de Douai.

## Population et société

### Démographie
Les habitants sont appelés les Carvinois.

#### Évolution démographique
L'évolution du nombre d'habitants est connue à travers les recensements de la population effectués dans la commune depuis 1793. Pour les communes de plus de 10 000 habitants les recensements ont lieu chaque année à la suite d'une enquête par sondage auprès d'un échantillon d'adresses représentant 8 % de leurs logements, contrairement aux autres communes qui ont un recensement réel tous les cinq ans,.

En 2022, la commune comptait 17 966 habitants, en évolution de +4,65 % par rapport à 2016 (Pas-de-Calais : −0,72 %, France hors Mayotte : +2,11 %).
| 1793  | 1800  | 1806  | 1821  | 1831  | 1836  | 1841  | 1846  | 1851  |
| ----- | ----- | ----- | ----- | ----- | ----- | ----- | ----- | ----- |
| 3 760 | 3 670 | 4 522 | 4 686 | 4 995 | 4 953 | 5 053 | 5 120 | 5 022 |

| 1856  | 1861  | 1866  | 1872  | 1876  | 1881  | 1886  | 1891  | 1896  |
| ----- | ----- | ----- | ----- | ----- | ----- | ----- | ----- | ----- |
| 5 426 | 6 094 | 6 546 | 7 024 | 7 471 | 7 759 | 7 808 | 8 000 | 8 614 |

| 1901  | 1906   | 1911   | 1921   | 1926   | 1931   | 1936   | 1946   | 1954   |
| ----- | ------ | ------ | ------ | ------ | ------ | ------ | ------ | ------ |
| 9 391 | 10 736 | 11 846 | 11 775 | 16 664 | 19 543 | 18 696 | 20 294 | 15 780 |

| 1962   | 1968   | 1975   | 1982   | 1990   | 1999   | 2006   | 2011   | 2016   |
| ------ | ------ | ------ | ------ | ------ | ------ | ------ | ------ | ------ |
| 16 139 | 17 097 | 15 601 | 16 206 | 17 059 | 17 772 | 17 744 | 17 102 | 17 167 |

| 2021   | 2022   | - | - | - | - | - | - | - |
| ------ | ------ | - | - | - | - | - | - | - |
| 17 852 | 17 966 | - | - | - | - | - | - | - |

#### Pyramide des âges
En 2018, le taux de personnes d'un âge inférieur à 30 ans s'élève à 37,3 %, soit au-dessus de la moyenne départementale (36,7 %). À l'inverse, le taux de personnes d'âge supérieur à 60 ans est de 23,9 % la même année, alors qu'il est de 24,9 % au niveau départemental.
En 2018, la commune comptait 8 353 hommes pour 9 046 femmes, soit un taux de 51,99 % de femmes, légèrement supérieur au taux départemental (51,5 %).
Les pyramides des âges de la commune et du département s'établissent comme suit.
| Hommes | Classe d’âge | Femmes |
| ------ | ------------ | ------ |
| 0,6    | 90 ou +      | 1,3    |
| 5,0    | 75-89 ans    | 8,7    |
| 15,4   | 60-74 ans    | 16,6   |
| 19,7   | 45-59 ans    | 19,0   |
| 19,9   | 30-44 ans    | 19,1   |
| 17,2   | 15-29 ans    | 17,5   |
| 22,2   | 0-14 ans     | 17,7   |

| Hommes | Classe d’âge | Femmes |
| ------ | ------------ | ------ |
| 0,5    | 90 ou +      | 1,6    |
| 5,6    | 75-89 ans    | 8,9    |
| 16,7   | 60-74 ans    | 18,1   |
| 20,2   | 45-59 ans    | 19,2   |
| 18,9   | 30-44 ans    | 18,1   |
| 18,2   | 15-29 ans    | 16,2   |
| 19,9   | 0-14 ans     | 17,9   |

### Manifestations culturelles et festivités
- Semi-marathon en mars.
- Ducasse (fête foraine) de la semaine pascale place Jean-Jaurès.
- Contest roller : championnat Sunride Tour indoor au skate park troisième dimanche de juillet ;
- Festival des arts de la rue et du cirque Les Éclectiques, quinzième édition en juillet 2019[79],[80] ;
- Convention de jonglerie de Carvin, qui fait office chaque année depuis 1999 de convention régionale durant la troisième semaine du mois de juillet. Pour sa sixième organisation, la ville a accueilli en 2004 la convention européenne de jonglerie avec une affluence record de 4 500 personnes. En 2008, la convention de Carvin a inauguré la première convention nationale de jonglerie française[81].
- M2 et Opus 13 : Cirque en avril : M2 est un Spectacle organisé en coréalisation avec : Culture Commune, la ville de Harnes, le centre culturel Jacques-Prévert, Scène nationale du bassin minier du Pas-de-Calais, la ville de Montigny-en-Gohelle, Le Centre Eiffel/Ville de Carvin.

### Sports et loisirs
Carvin possède plusieurs salles de sport (Deschauwer, Dauchez, Rabelais, Pascal, Copernic), de deux salles et stades (Plantigeons, Cordier), d'un skatepark et d'un mur d'escalade. Le complexe sportif régional comporte deux terrains de tennis.
En 1999, Carvin a accueilli la première coupe du monde de Yoseikan Budo, art martial d'origine japonaise. Seul un petit nombre de nations étaient toutefois représentées.

### Cultes

#### Catholicisme
- L'église Saint-Martin est excentrée dans les quartiers nord de l'agglomération.
- La chapelle Saint-Druon du quartier d'Épinoy-Vieux château a été érigée en église en 1937.
- La chapelle Sainte-Barbe est dans le quartier minier de la fosse n° 4 et a été récemment désacralisée par le diocèse d'Arras.
- La chapelle Notre-Dame-de-Lourdes qui desservait la cité Saint-Paul (pour les mineurs de la Fosse n° 24 - 25 des mines de Courrières), fermée par le diocèse, est toujours debout, mais totalement délabrée menace ruine.

Ancienne chapelle Notre-Dame-de-Lourdes de la cité Saint-Paul
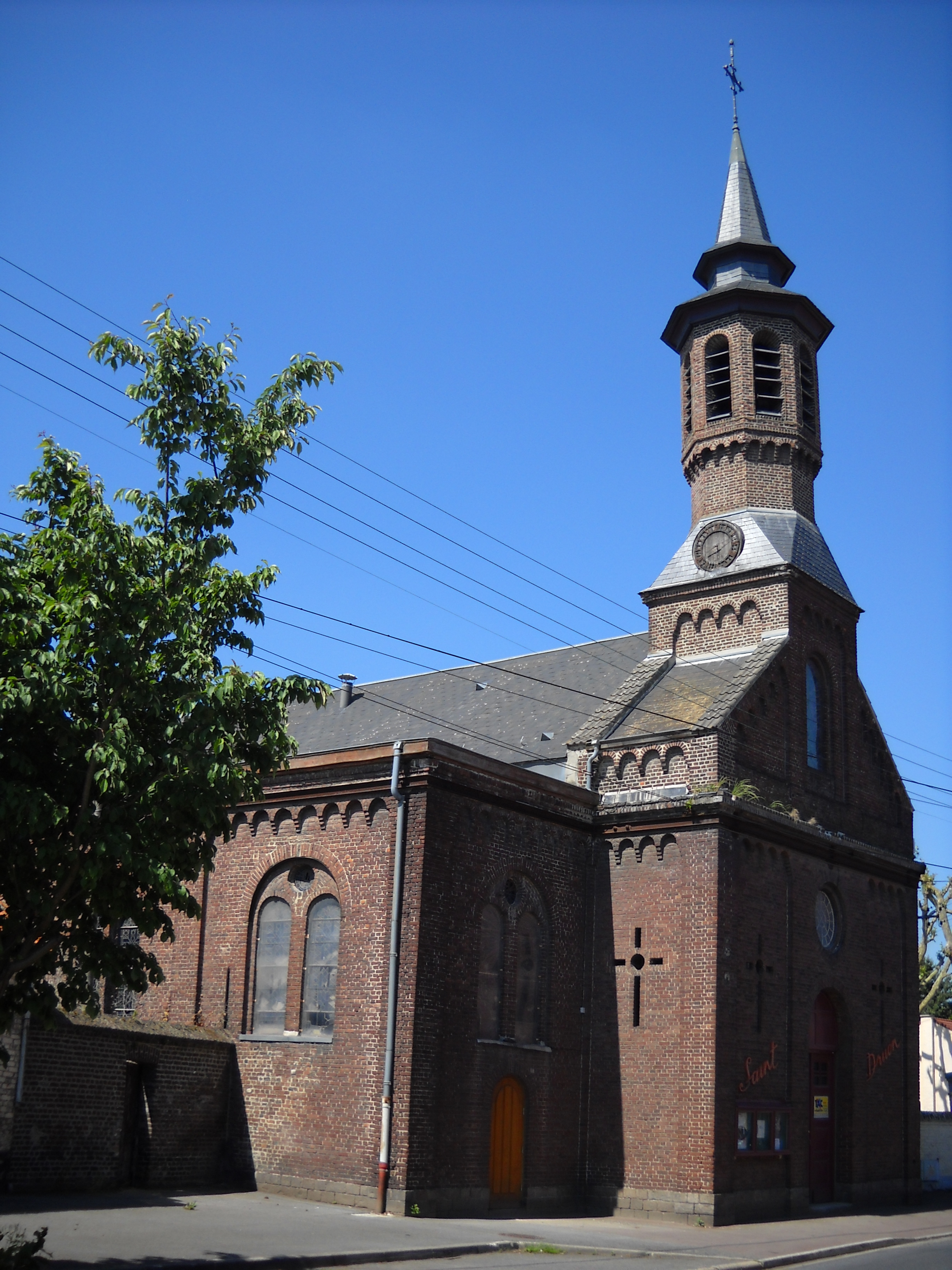
Église Saint-Druon
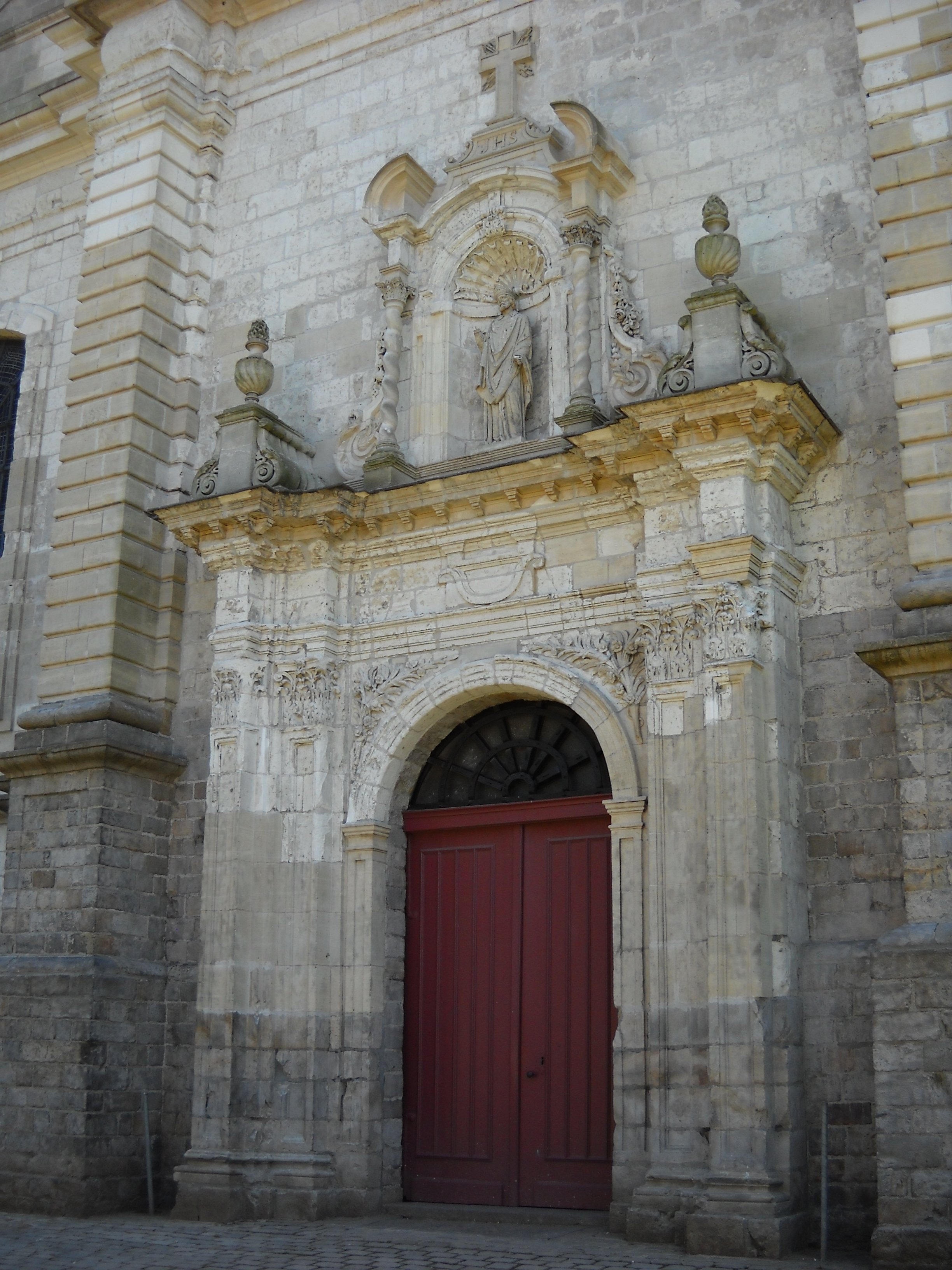
Portail de l'église Saint-Martin

#### Protestantisme
- Une église évangélique est située rue Cyprien-Quinet.

### Médias
Le quotidien régional La Voix du Nord publie une édition locale pour la communauté d'agglomération d'Hénin-Carvin, ajoutée à celle du communaupole de Lens-Liévin.
Les habitants de Carvin reçoivent, outre certaines stations de radio nationales, les programmes de Nostalgie Lens et de Chérie FM Haut de France. Elle reçoit également des radios régionales comme Ici Nord, Metropolys et Radio Contact.
La ville est couverte par les programmes de France 3 Nord-Pas-de-Calais et les chaînes nationales de la TNT. Elle reçoit également la chaîne régionale Wéo Nord-Pas-de-Calais.

## Économie

### Revenus de la population et fiscalité
En 2021, la commune compte 7 259 ménages fiscaux, regroupant 17 431 personnes.
Le revenu fiscal médian par ménage, le taux de pauvreté des ménages et la part des ménages fiscaux imposés de la commune, du département du Pas-de-Calais et de la métropole sont les suivants :
- le revenu fiscal médian par ménage de la commune est de 20 130 €, proche de celui du département du Pas-de-Calais (20 720 €) et inférieur à celui de la France métropolitaine (23 080 €)[Insee 5],[Insee 6],[Insee 7] ;
- le taux de pauvreté des ménages de la commune est de 20 %, de 18,4 % au niveau du département et de 14,9 % au niveau de la métropole[Insee 8],[Insee 9],[Insee 10] ;
- la part des ménages fiscaux imposés dans la commune est de 43 %, de 44,1 % au niveau du département et de 53,4 % au niveau de la métropole[Insee 5],[Insee 6],[Insee 7].

### Emploi
|                       | 2010   | 2015   | 2021   |
| --------------------- | ------ | ------ | ------ |
| Commune               | 15,2 % | 18,1 % | 14,6 % |
| Département           | 15,4 % | 17,7 % | 14,7 % |
| France métropolitaine | 11,6 % | 13,7 % | 11,7 % |

En 2021, la population âgée de 15 à 64 ans s'élève à 11 190 personnes, parmi lesquelles on compte 71,1 % d'actifs (60,7 % ayant un emploi et 10,4 % de chômeurs) et 28,9 % d'inactifs,. En 2021, le taux de chômage communal (au sens du recensement) des 15-64 ans est inférieur à celui du département et supérieur à celui de la France métropolitaine.
La commune fait partie de la couronne de l'aire d'attraction de Lille, du fait qu'au moins 15 % des actifs travaillent dans le pôle,. Elle compte 7 289 emplois en 2021, contre 6 420 en 2015 et 6 295 en 2010. Le nombre d'actifs ayant un emploi résidant dans la commune est de 6 860, soit un indicateur de concentration d'emploi de 106,2 et un taux d'activité parmi les 15 ans ou plus de 56,3 %.
Sur ces 6 860 actifs de 15 ans ou plus ayant un emploi, 1 546 travaillent dans la commune, soit 23 % des habitants. Pour se rendre au travail, 84,9 % des habitants utilisent une voiture, un camion ou une fourgonnette, 4,8 % les transports en commun, 7,3 % s'y rendent en deux-roues, à vélo ou à pied et 3,0 % n'ont pas besoin de transport (travail au domicile).

### Entreprises et commerces

#### Agriculture
La commune est dans l'« Artois », une petite région agricole dans le département du Pas-de-Calais. En 2020, l'orientation technico-économique de l'agriculture  sur la commune est l'exploitation de grandes cultures (hors céréales et oléo-protéagineux). 
|               | 1988 | 2000 | 2010 | 2020 |
| ------------- | ---- | ---- | ---- | ---- |
| Exploitations | 37   | 17   | 12   | 11   |
| SAU (ha)      | 913  | 836  | 648  | 893  |

Le nombre d'exploitations agricoles en activité et ayant leur siège dans la commune est passé de 37 lors du recensement agricole de 1988  à 17 en 2000 puis à 12 en 2010 et enfin à 11 en 2020, soit une baisse de 70 % % en 32 ans. Le même mouvement est observé à l'échelle du département qui a perdu pendant cette période 65 % de ses exploitations (passant de 16 556 à 5 736),. La surface agricole utilisée sur la commune a également diminué, passant de 913 ha en 1988 à 893 ha en 2020. Parallèlement la surface agricole utilisée moyenne par exploitation a augmenté, passant de 25 en 1988 à 81 ha en 2022,.

#### Activités hors agriculture
1 060 établissements marchands non agricoles sont économiquement actifs en 2022 à Carvin,,.
| Secteur d'activité                                                                                        | Commune | Commune | Département |
| Secteur d'activité                                                                                        | Nombre  | %       | %           |
| --- | ------- | ------- | ----------- |
| Ensemble                                                                                                  | 1 060   | 100 %   | (100 %)     |
| Industrie manufacturière, industries extractives et autres                                                | 60      | 5,7 %   | (6,8 %)     |
| Construction                                                                                              | 93      | 8,8 %   | (10,6 %)    |
| Commerce de gros et de détail, transports, hébergement et restauration                                    | 313     | 29,5 %  | (29,3 %)    |
| Information et communication                                                                              | 23      | 2,2 %   | (1,9 %)     |
| Activités financières et d'assurance                                                                      | 48      | 4,5 %   | (5,0 %)     |
| Activités immobilières                                                                                    | 42      | 4,0 %   | (4,9 %)     |
| Activités spécialisées, scientifiques et techniques et activités de services administratifs et de soutien | 169     | 15,9 %  | (14,2 %)    |
| Administration publique, enseignement, santé humaine et action sociale                                    | 194     | 18,3 %  | (16,8 %)    |
| Autres activités de services                                                                              | 118     | 11,1 %  | (10,5 %)    |

La répartition en pourcentage des différents secteurs d'activité de la commune est proche de celle du département.
L'économie de la ville était traditionnellement tournée vers l'agriculture, dépeinte sur des vitraux de l'hôtel de ville, et le commerce, avec des marchés renommés (sur les actuelles places Jean-Jaurès et Jules-Guesde). L'agriculture (pommes de terre, betteraves, endives, céréales) garde une place importante sur le territoire de la commune, avec plusieurs fermes en activité et une coopérative agricole (UNÉAL) située à Carvin Saint-Paul.
Pendant un siècle et demi, s'y ajoute l'exploitation minière, la ville étant située au centre du territoire Houillères du Nord-Pas-de-Calais. La Compagnie des mines de Carvin est l'une des plus petites de la région. Cette activité minière est également représentée sur un vitrail de l'hôtel de ville, qui a pour atlantes deux mineurs de fond.
Parmi les industries qui se sont implantées à Carvin, on relève l'agro-alimentaire (vinaigrerie), les constructions mécaniques (engins de chantier avec les Constructions mécaniques carvinoises puis Poclain, le sondage du sol, machines agricoles avec Sulky Burel) et les matériaux de construction (Bonna Sabla).
La Vinaigrerie de Carvin, fondée en 1848 par Jules Duquesne, était à l’origine une amidonnerie. Elle est implantée au cœur de la commune sur une emprise de 20 000 m. Elle produit 24 millions de bouteilles chaque année reparties à 55 % de vinaigre cristal, 25 % de vinaigre de vin et 20 % de vinaigre coloré. La vinaigrerie de Carvin représente environ 30 % de la production française en vinaigre courant, avec 120 000 hectolitres à 10°.
Carvin a vu plus récemment l'implantation d'entreprises de logistique, attirées par sa situation géographique et ses disponibilités foncières.
En revanche, son commerce en centre-ville a eu tendance à décliner à partir des années 1980, concurrencé par les vastes zones commerciales en périphérie.
En mars 2010, l’union des commerçants de la ville (ACTIV) met en ligne sur le réseau Internet, une galerie marchande numérique afin de redynamiser les boutiques urbaines (projet porté par la ville de Carvin).

## Culture locale et patrimoine

### Lieux et monuments

#### Patrimoine mondial
Depuis le 30 juin 2012, la valeur universelle et historique du bassin minier du Nord-Pas-de-Calais est reconnue et inscrite sur la liste du patrimoine mondial l’UNESCO. Parmi les 353 sites, répartis sur 109 lieux inclus dans le périmètre du bassin minier, le site de Carvin no 40 est composé de l'hôtel de ville, il est relié à l'histoire de la mine par ses deux atlantes, des mineurs de fond, et son vitrail, qui dépeint la tradition agricole et minière de la ville, et le site no 50 est formé par la cité moderne Saint-Paul, bâtie à Carvin pour les mineurs de la fosse nos 24 - 25,,.

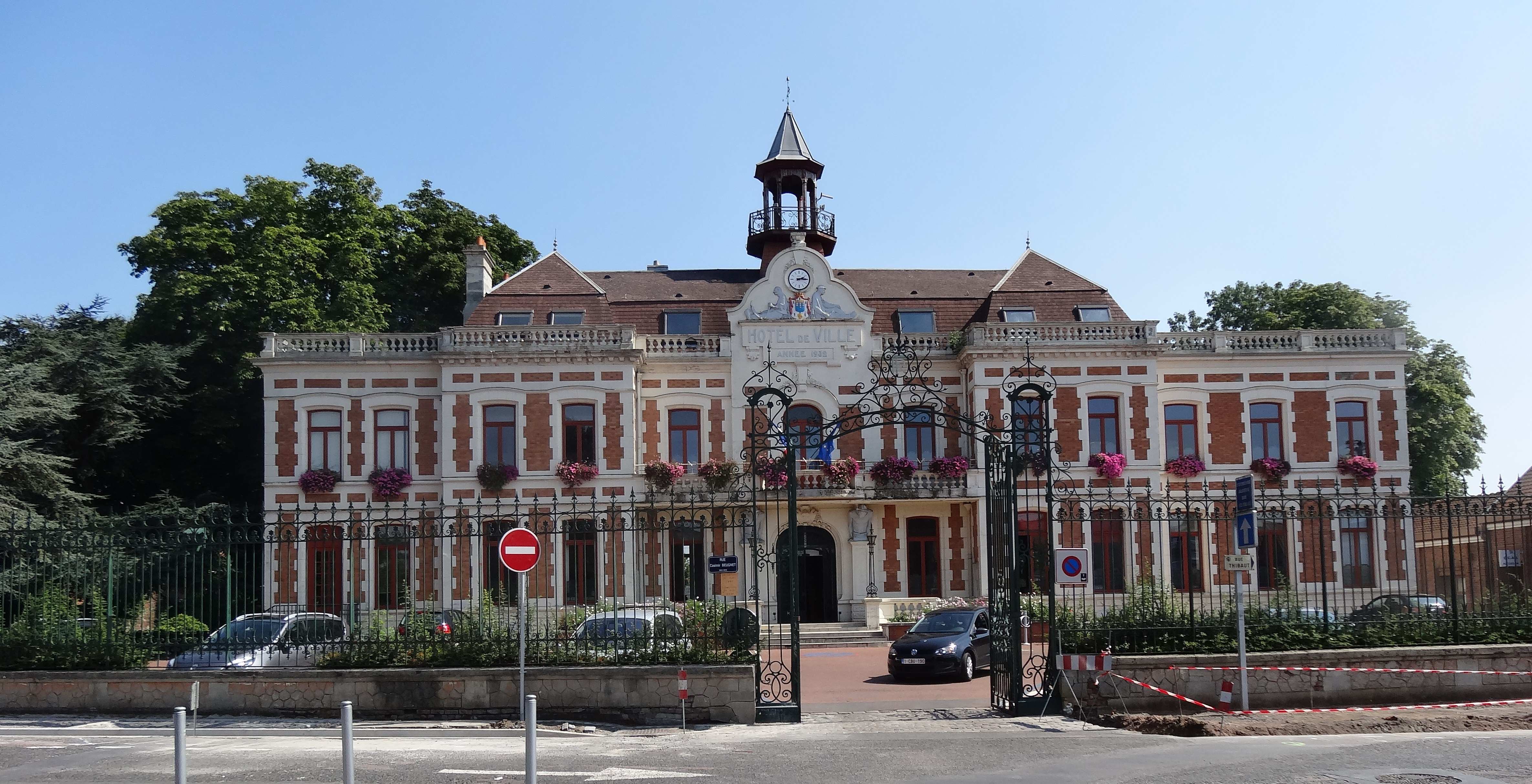
L'hôtel de ville.
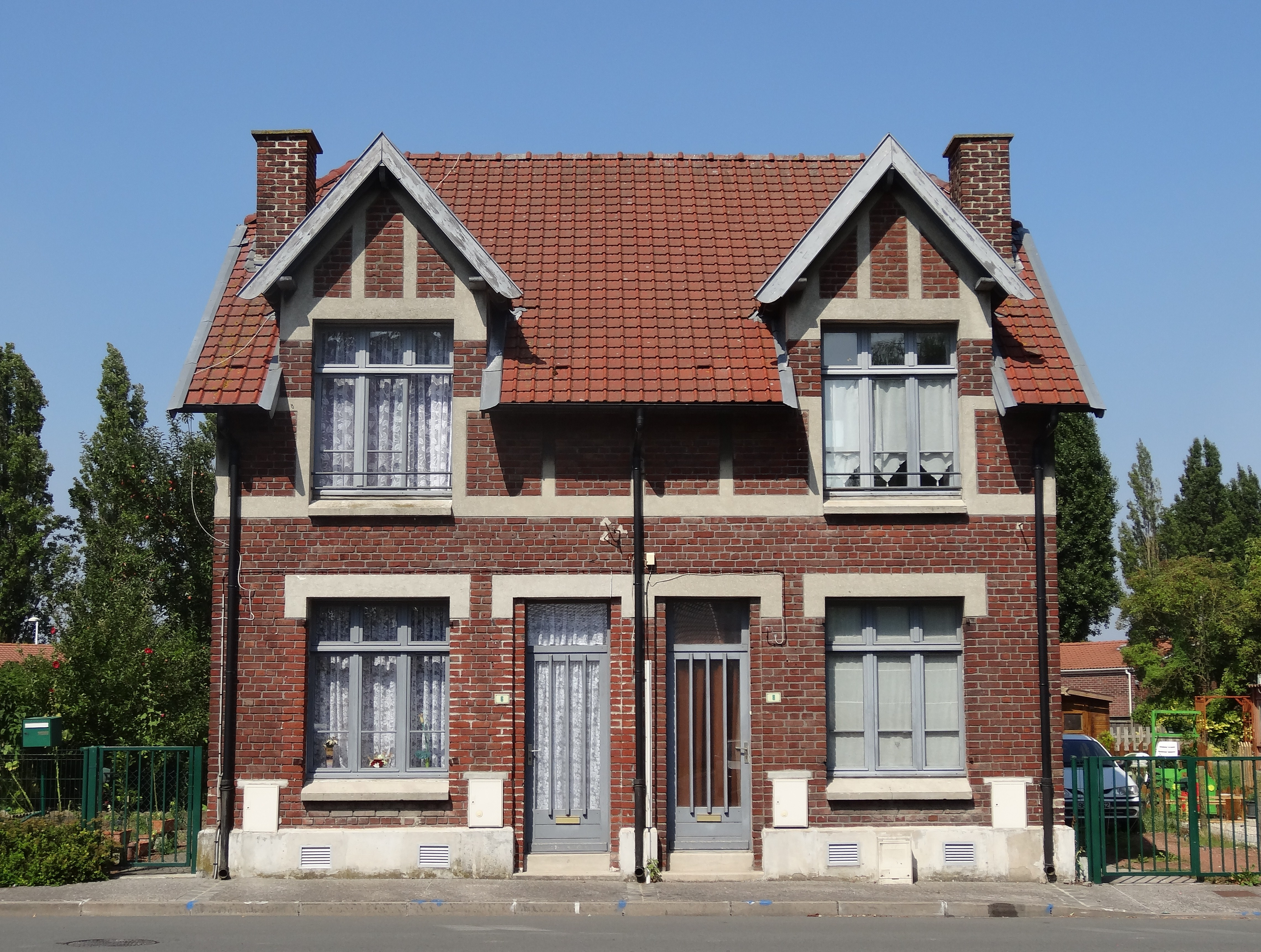
La cité Saint-Paul.
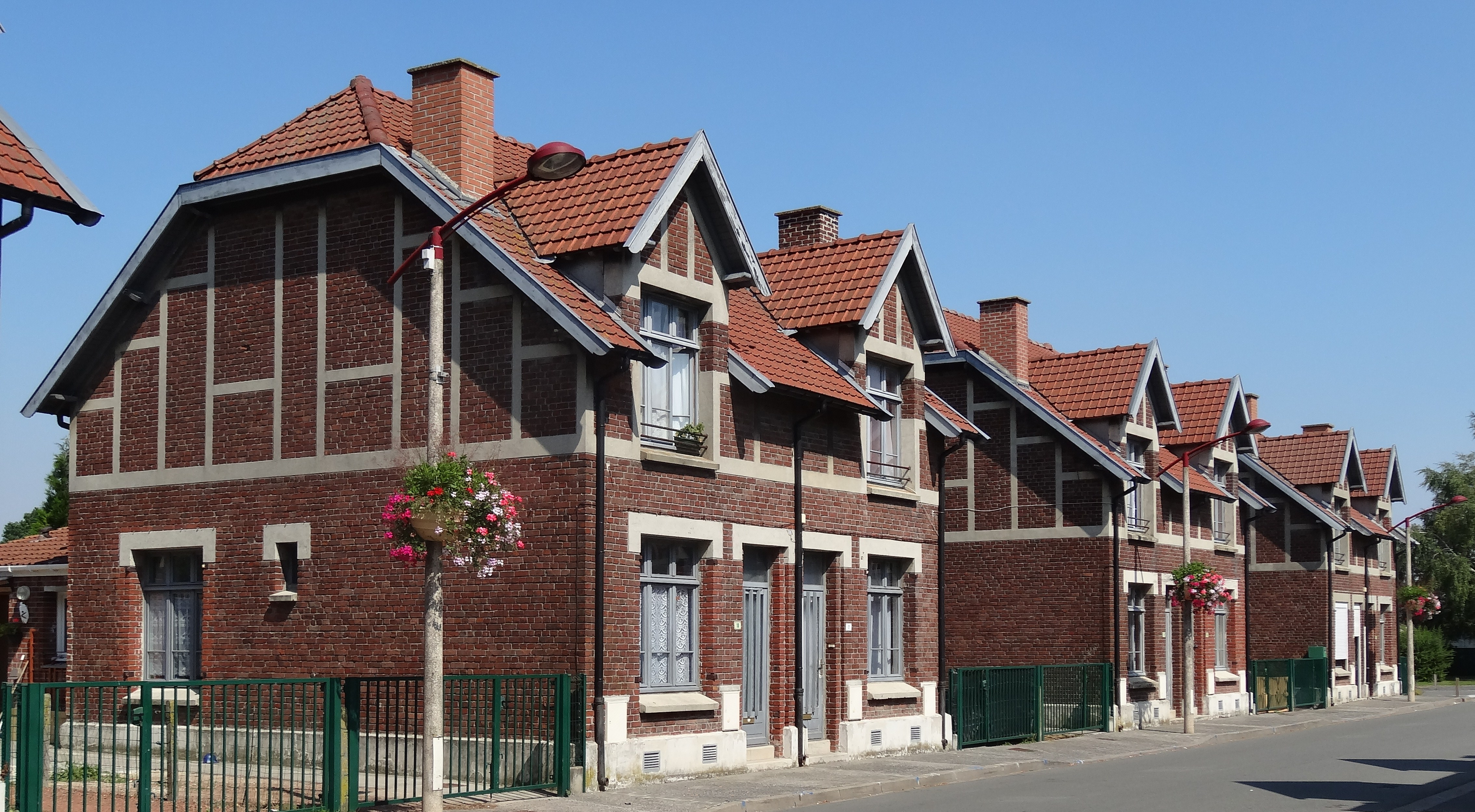
La cité Saint-Paul.
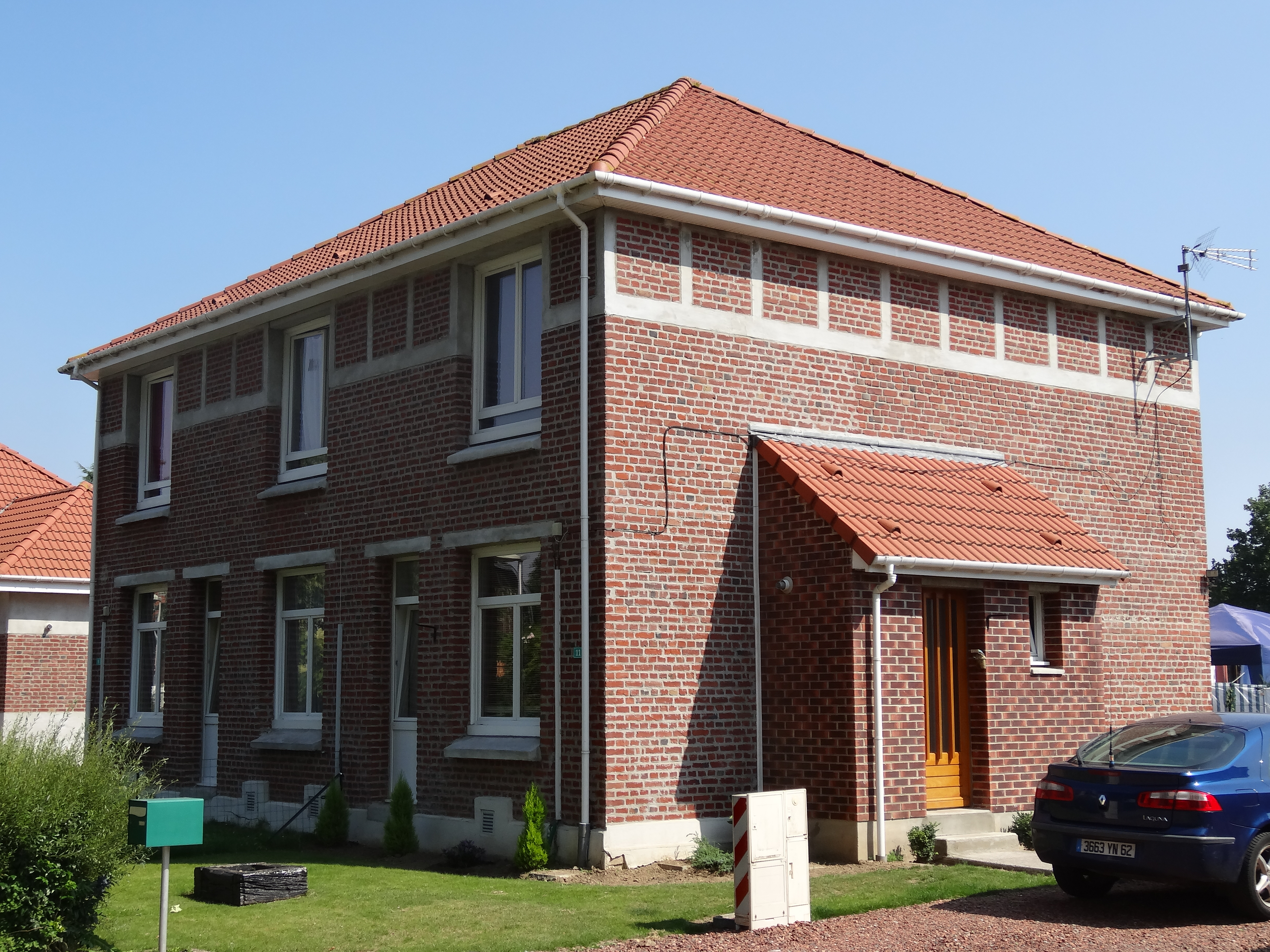
La cité Saint-Paul.

#### Monuments historiques

##### Hôtel de ville

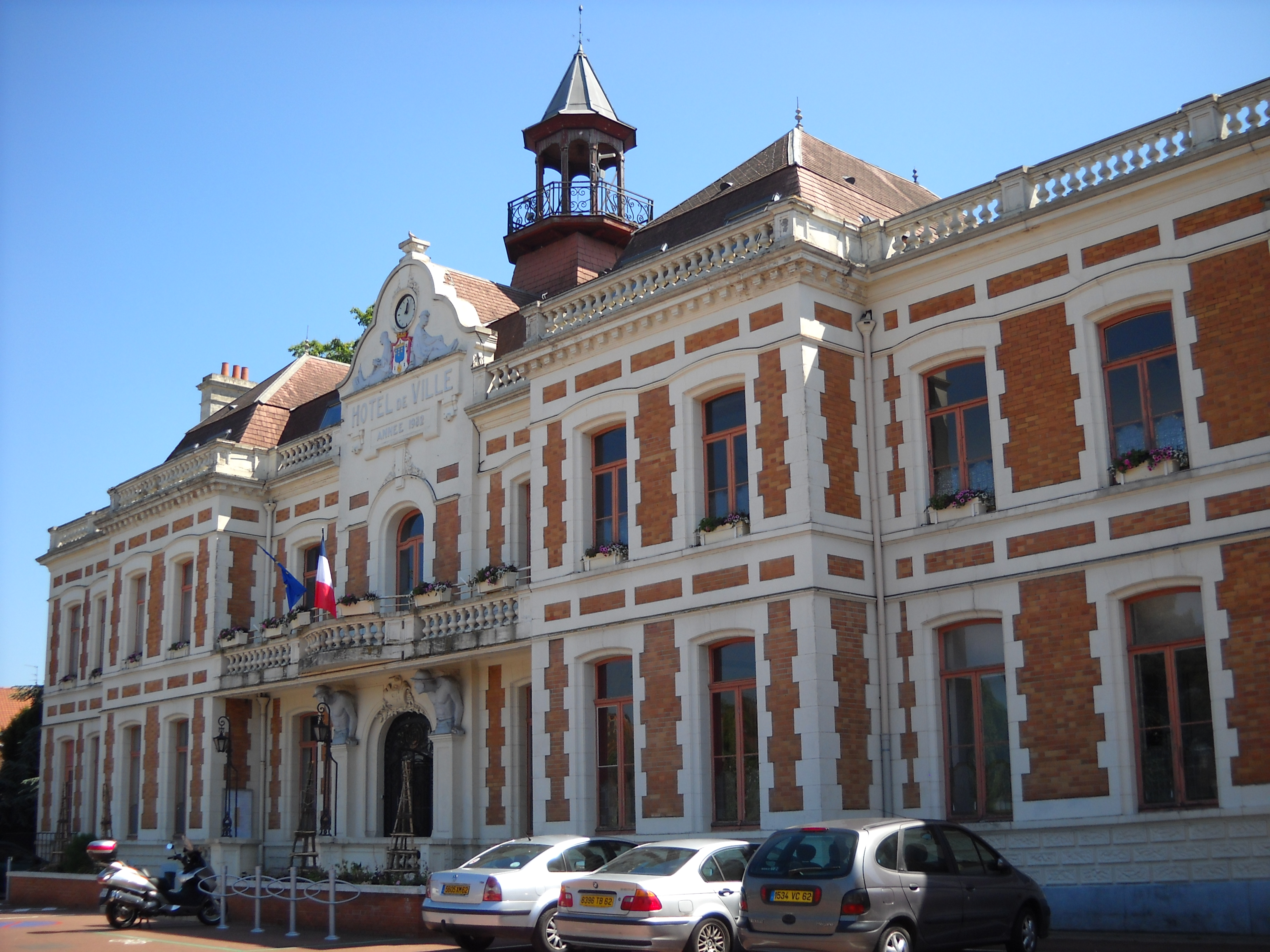
L'hôtel de ville.

Bâti en position centrale par rapport au bourg médiéval (quartiers nord aujourd'hui), à ce qui fut le village d'Épinoy et aux cités ouvrières entourant la fosse 4 des mines d'Ostricourt, le château Delehelle a appartenu à une famille de notables locaux, brasseurs et notaires. Il est, quand il sort de terre, le bâtiment d'habitation le plus imposant de la ville. Il est racheté vers 1930 par la Ville, qui se trouvait à l'étroit et excentrée dans ses locaux municipaux près de l'église Saint-Martin. Il devient le siège de la mairie, inaugurée le 22 juillet 1934 par le maire Marcel Paget, et voit une extension de ses locaux sur les deux ailes.
La commission régionale du patrimoine et des sites propose en 2009 sa protection au titre des monuments historiques, son inscription est obtenu le 9 octobre 2009.

##### Église Saint-Martin (tour Melun)

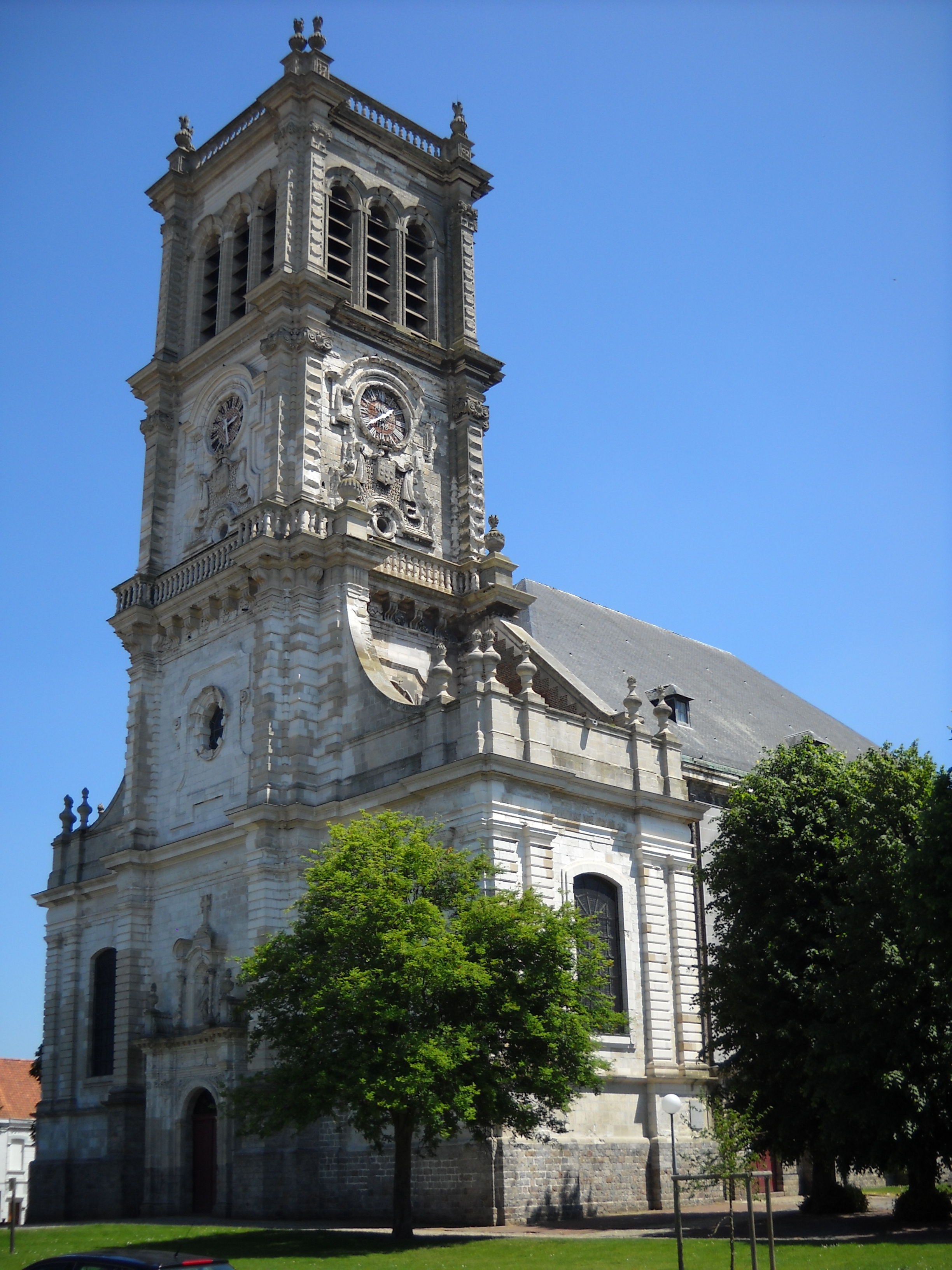
L'église Saint-Martin

L'église Saint-Martin et sa tour érigée en 1702, dont le style baroque tardif, d'inspiration espagnole, est rare dans la région et totalement unique dans l'arrondissement de Lens, est le principal monument de la ville. Des pierres tombales des membres de la famille Robespierre sont insérées dans le dallage de l'église.
En octobre 1793, Claude Chappe installa sur la plateforme au sommet de la tour un relais de son télégraphe reliant Paris à Lille.
L’église possède un grand orgue, construit en 1847 par François-Joseph Carlier, restauré et reharmonisé par le facteur d’orgue Michel Garnier en 1989. C'est l'un des instruments les plus renommés de la région.
L’ensemble a été classé monument historique par arrêté du 13 juin 1921.

#### Autres lieux et monuments

##### Église et puits Saint-Druon
L'origine de l'église Saint-Druon, du puits, ainsi que celle du château d'Epinoy remontent au Moyen Âge. La chapelle qui surmonte le puits a été bâtie en plein milieu d'un champ, attenant à la ferme et à l'église.

##### Monuments aux morts

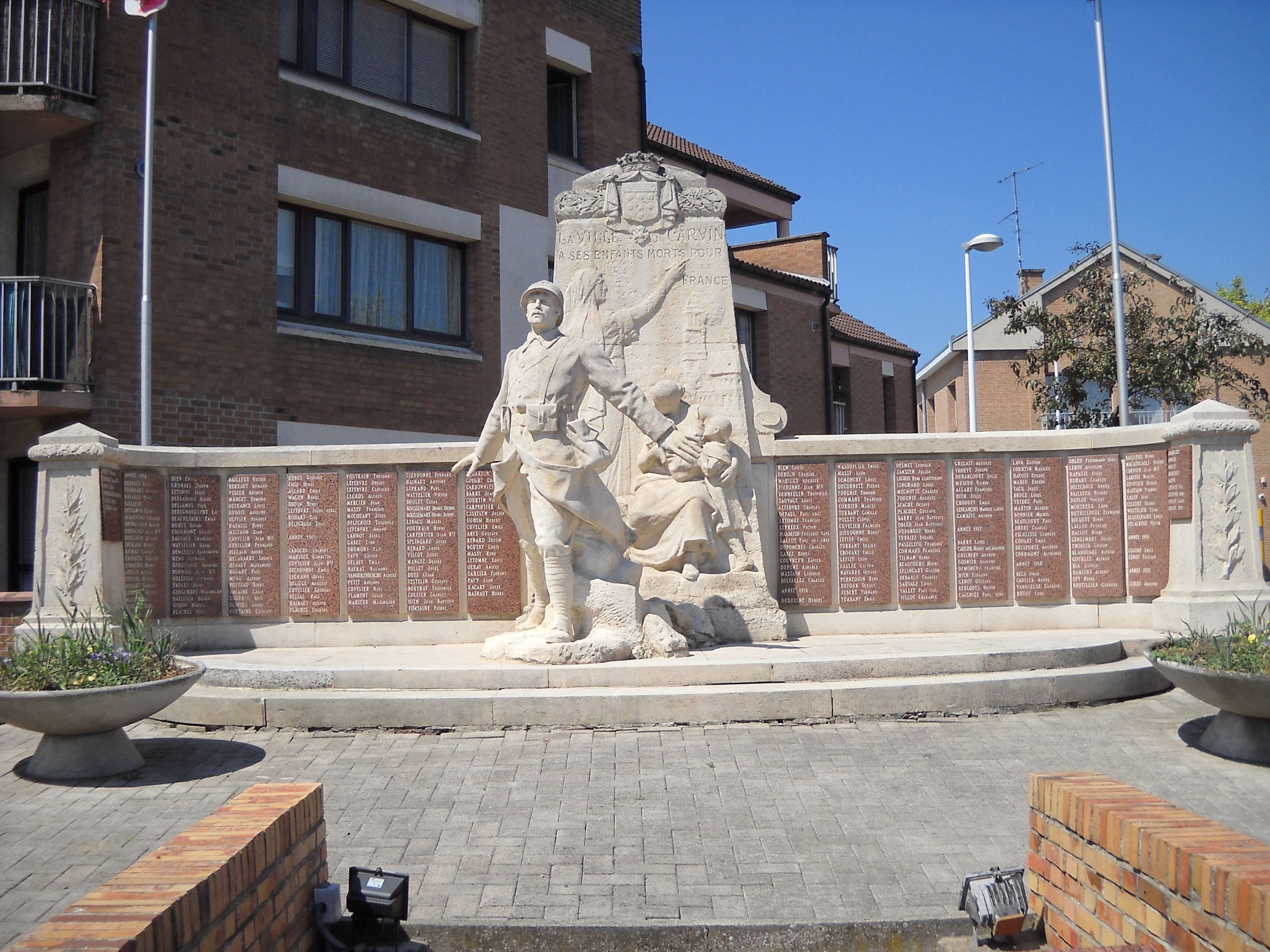
Le monument aux morts.

- Le monument aux morts de 1914-1918[96]., inauguré en 1922 à l'un des carrefours les plus importants de la ville (rue de la Gare et rue du Centre), porte la mention « La ville de Carvin à ses enfants morts pour la France ». Y sont gravés les noms de 271 soldats morts pour la France, ce qui ne représente qu'une partie des souffrances endurées par la population civile d'une ville occupée par l'ennemi. À côté des noms des victimes militaires figurent aussi les noms d'une soixantaine de victimes civiles.

Au premier plan, une femme et ses deux enfants sur les ruines de leur maison. Au second plan, l'allégorie de la ville de Carvin grave dans la pierre la dédicace à ses enfants morts. Un bas-relief représentant la mairie, l’église et un puits de mine. En avant un poilu sans armes, offre sa poitrine pour la défense de son foyer et de son pays. Signé du sculpteur Laouet à Roubaix, Carré militaire français.
- Le monument aux morts de la guerre franco-allemande de 1870[96].

##### Cimetière militaire allemand
Ce cimetière de la Première Guerre mondiale, situé rue Victor-Hugo et accolé au cimetière civil, fut conçu par l'occupant allemand dès 1914. Y reposent 6 113 soldats allemands, dont 26 inconnus, et trois Russes prisonniers de guerre,.

##### Carrés militaires britanniques
Au sein du cimetière communal ont été regroupés au sein de carrés militaires des tombes avec stèles commémoratives dédiées aux combattants britanniques et du comonwealth tués lors des deux guerres mondiales

##### Brasserie Moderne

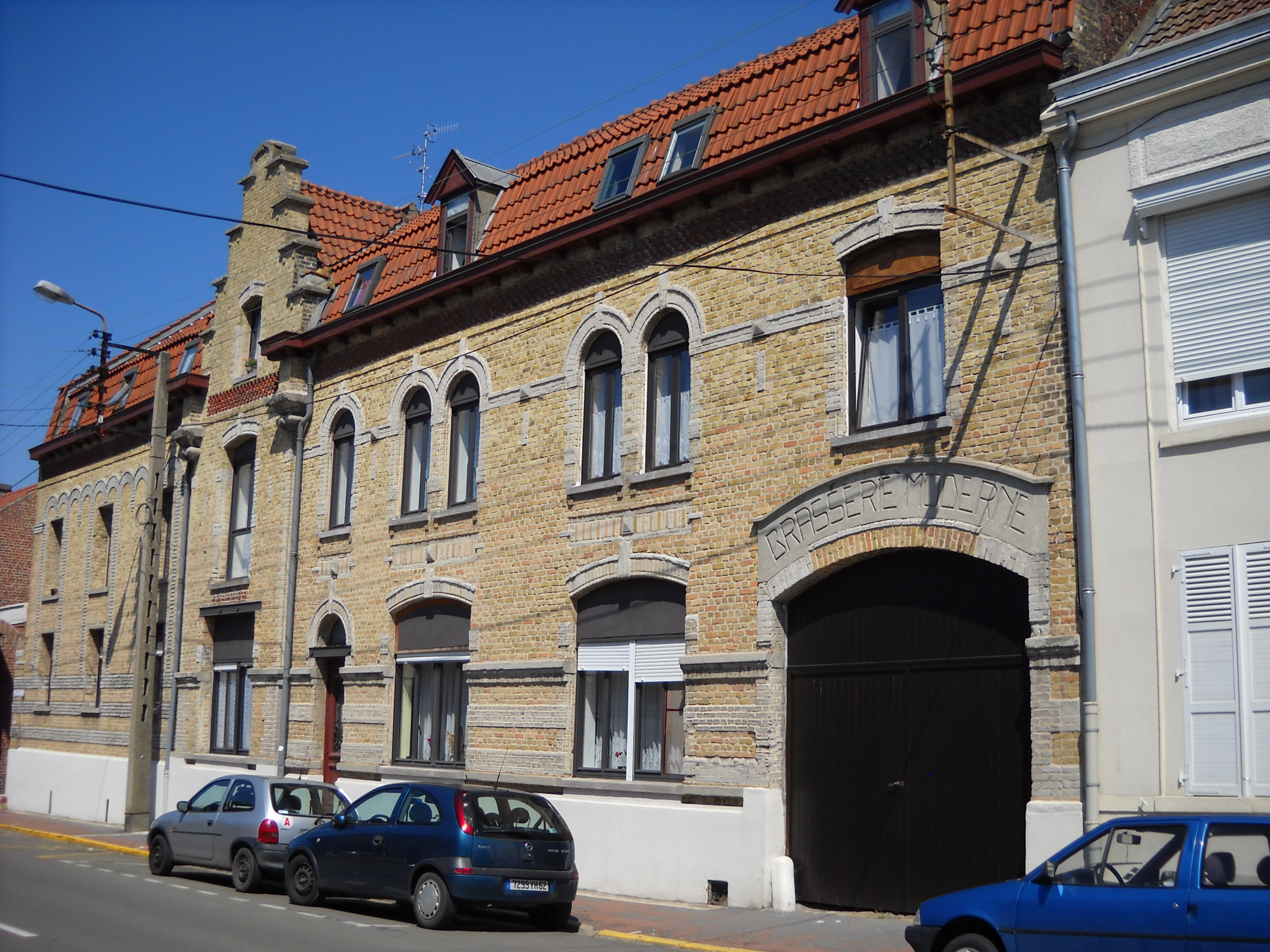
La brasserie, ouverte en 1908.

La Brasserie a été ouverte avant 1900 par trois associés : Émile Daubresse, Paul Dupont et Germain Thiry. Elle a obtenu une médaille d'or à l'exposition internationale de Lille de 1902 [cité en-tête lettre du directeur de la brasserie moderne]. Les bâtiments d'origine ont été construits rue Florent-Évrard (appelée rue d'Arras à cette époque). C'est l’un des témoignages de cette activité dans la région. Elle produisait une bière brune.
Dirigée par Germain Thiry [information familiale], l'entreprise a été transformée en société anonyme en 1908, et la direction en a été confiée à M. Éloi Vincent Imbrassé.
Les bâtiments ont été partiellement détruits sous l'occupation allemande pendant la Première Guerre mondiale, et ont été reconstruits après la guerre. M. Georges Labisse en était le directeur jusqu'à son décès accidentel dans les locaux de la brasserie, le 17 juillet 1929 [document décès de G. Labisse]. La brasserie a ensuite été dirigée par M. Godin, puis par  Albert Hennart.
En 1927, l'usine produisait de la bière de fermentation haute ; en 1946, la production s'élevait à 30 000 hectolitres de bière de fermentation haute et mixte.
La production de bière cesse vers 1961. Dans les années 1980, les locaux de la brasserie ont été transformés en un ensemble de logements et certaines de ses parties ont été détruites.

### Gastronomie
- Le Carolo, pâtisserie créée en 1962 à Carvin par Michel Delattre, est une meringue aux amandes garnie d’une crème pralinée. D’abord apprenti dans les Ardennes, c’est à Charleville-Mézières qu’il imaginera cette pâtisserie.
- Le Carvinois est un gâteau aux framboises et au chocolat, qui prend la forme d'un écusson rappelant les armes de la ville.
- La Garvinoise, bière de garde, est de fermentation haute, généralement ambrée, moelleuse et caramélisée.
- Le pavé carvinois, fromage à l'odeur boisée[100].

### Patrimoine culturel
Le centre culturel municipal Jean-Effel accueille des expositions (histoire, arts) et des activités culturelles (peinture, musique, sculpture, danse, théâtre, cinématographie et arts audio-visuels, cirque, etc.), et est doté d'une bibliothèque. L'association Ose Arts !, dont le siège social est au centre Jean-Effel, propose à ses adhérents une gamme d'activités comprenant arts plastiques, expression corporelle, accompagnement de projets culturels, et une programmation variée.
La ville est dotée de trois cyber-centres intégrés au sein d'écoles primaires (Apollinaire, Aragon et Bara).

### Carvin et la littérature
Carvin est cité dans Vingt ans après d'Alexandre Dumas (chapitre 33).
Carvin est longuement évoqué dans Les Communistes de Louis Aragon, où l'écrivain raconte son expérience de la Bataille de France, et plus brièvement dans La Semaine sainte.
Carvin est la ville où Françoise Sagan situe l'action du roman Le Chien couchant. Tous les lieux y sont fictionnels : une grande usine de bois, le tramway, la route des Plaines, etc.
Carvin est décrit comme la ville d'origine d'un des protagonistes de Ni toi ni moi, par Camille Laurens.

### Folklore
Le géant Métisségalée, baptisé le 14 juillet 2010 est à la fois homme et femme, blanc et noir, jeune et vieux (comme le montre sa canne). Sa taille est de 4,20 m. Il a été conçu et fabriqué par une trentaine de jeunes de 13 à 17 ans, les mercredi et samedi de décembre 2009 au 7 juillet 2010, au sein du centre d'animation jeunesse.

### Personnalités liées à la commune
- Druon de Sebourg (1118-1186), ermite du XIIe siècle et saint de l'église catholique, serait né à Épinoy.
- Alexandre Guillaume de Melun, prince d'Épinoy (?-1619), militaire[102].
- Louis II de Melun (1694-1724), petit-fils du précédent, prince d'Épinoy, duc de Joyeuse.
- Alphonse Delebecque (1804-1867), homme politique, né et mort à Carvin.
- André Catel-Béghin (1813-1894), homme politique, né et mort à Carvin.
- César Baggio (1846-1893), avocat, né à Carvin.
- Raymond Persin (1870-1934), avocat, sculpteur et médailleur, né à Carvin.
- Albert Eloy (1892-1947), footballeur professionnel qui a joué à Carvin.
- Auguste Havez (1897-1959), syndicaliste, homme politique et résistant, né à Carvin.
- Cyprien Quinet (1897-1944), conseiller général et premier député communiste du Pas-de-Calais mort en déportation, installé à Carvin.
- Joseph Legrand (1909-1998), homme politique, né et mort à Carvin.
- Pierre Carpentier (1912-1943), prêtre résistant, né à Carvin.
- Louis Dugauguez (1918-1991), footballeur professionnel, né en 1918 (Thénac), a joué au Ruch Carvin, et est resté célèbre grâce au stade Louis-Dugauguez de Sedan.
- Henri Druart (1919-2011), clarinettiste, né à Carvin.
- Pawel Kryske (1922-), footballeur professionnel, a débuté le football à l’US Ruch Carvin.
- Edmond Plewa (1927-1973), footballeur professionnel, né à Carvin en 1927.
- Maik Walter (dit Marius) (1927-2020), footballeur international, né à Carvin.
- Léon Glovacki (1928-2009), footballeur professionnel, né à Carvin.
- Michel Dessaint (1935-), homme politique, député du Nord (1995-1997), né à Carvin.
- Stéphane Walczak (1936-2014), footballeur professionnel, né à Carvin.
- Jacques Dimont (1945-1994), champion olympique d'escrime aux Jeux de Mexico en 1968, né à Carvin.
- Jacques Secrétin (1949-2020), l'un des plus grands joueurs de tennis de table, auteur de Je suis un enfant de la balle (éditions Jacob-Duvernet), né à Carvin.
- Hermeline Malherbe (1969-), femme politique, née à Carvin.
- Jo Manix, de son vrai nom Joëlle Guillevic, (1966-2001), autrice de bande dessinée, née à Carvin.
- Cédric Berthelin (1976-), footballeur professionnel né à Courrières en 1976 et résidant à Carvin toute sa jeunesse, commençant le football à l'US Ruch Carvin.
- Mikaël Devogelaere (1983-), champion d'Europe de billard, formé à Carvin.

### Héraldique, devise et logotype
| Blason de Carvin | Blason  | D'azur à sept besants d'or ordonnés 3, 3 et 1 ; au chef du même. Ornements extérieursCroix de guerre 1914-1918 obtenue par Carvin le 28 septembre 1920 pour « citation à l’ordre des armées au cours de la campagne de 1914-1918 contre l’Allemagne et ses alliés ». Devise / CriCarvin, la ville du bien vivre ensemble. |
| Blason de Carvin | Détails | Les armes carvinoises sont composées de l’écu et de son ornement, qui, réunis, forment le blason. L’écu carvinois, « d’azur à sept besants d’or et au chef de même », représente également les armes de la maison de Melun, dont le fief a longtemps été la Terre d’Épinoy. L’ornement de l’écu a, lui, une histoire qui s’est forgée principalement au XVIe siècle : - au XVIe siècle, Épinoy est une seigneurie rattachée à l’Empire (allemand) par les liens féodo-vassaliques ; - en 1541, Hugues, fils de François de Melun (seigneur d’Épinoy), voit sa terre élevée au rang de principauté impériale par l’empereur Charles Quint. Hugues est alors fait chevalier de la Toison d’or, et, par privilège spécial, reçoit le droit de « coucher ses armes sous une tente ». Finalement, l’écu « d’azur à sept besants d’or et au chef de même » est donc « abrité sous un manteau de pourpre doublé d’hermine, brodé et frangé d’or, surmonté de la couronne princière. » Le statut officiel du blason reste à déterminer. |

Le blason d'Illies est quasi identique, et celui de Wingles très proche.

## Pour approfondir

#### Bases de données, dictionnaires et encyclopédies
- Ressources relatives à la géographie :   - Insee (communes)
  - Ldh/EHESS/Cassini
- Ressource relative à la santé :   - Fichier national des établissements sanitaires et sociaux
- Ressource relative à plusieurs domaines :   - Annuaire du service public français
- Ressource relative à la musique :   - MusicBrainz
- Notice dans un dictionnaire ou une encyclopédie généraliste :   - Gran Enciclopèdia Catalana
- Notices d'autorité :   - VIAF
  - BnF (données)
  - GND